# Pointe du Hoc

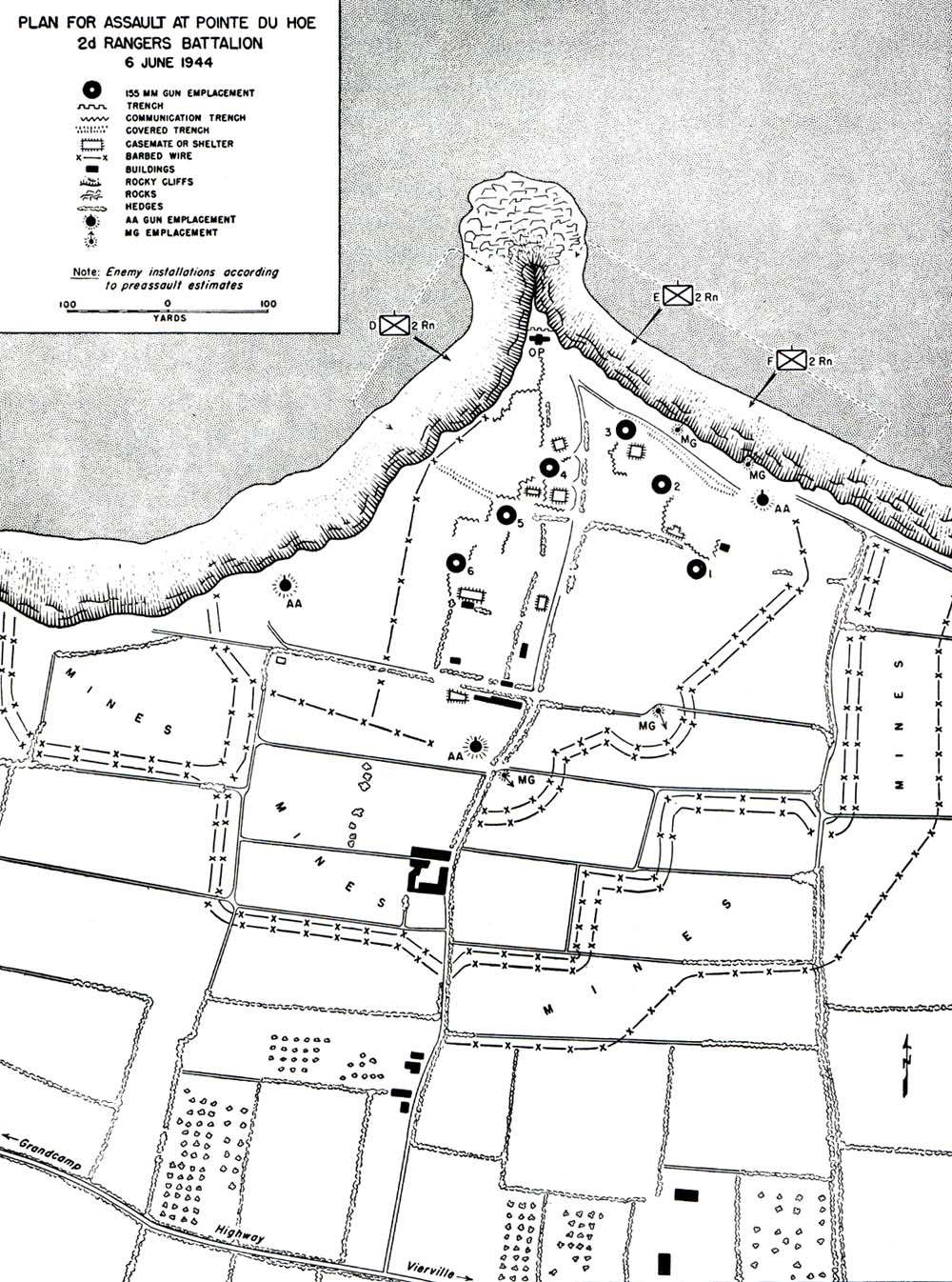
Plany bitwy o Pointe du Hoc

Pointe du Hoc (IPA: /pwɛ̃t dy ɔk/) – wysoki na 30 metrów klif na wybrzeżu Normandii. W dniach 6–7 czerwca 1944 w czasie alianckiej inwazji na Normandię (która była wstępną fazą operacji „Overlord”) miała tam miejsce bitwa o Pointe du Hoc, stoczona między amerykańskim 2 Batalionem Rangersów a Niemcami, zakończona uchwyceniem przyczółka przez Amerykanów. Obecnie mieści się tam pomnik i muzeum poświęcone bitwie.

## Znaczenie strategiczne w II wojnie światowej
Pointe du Hoc znajduje się w odległości 6,4 km od plaży „Omaha” i około 19 km od plaży „Utah”, gdzie w czasie inwazji miały lądować oddziały amerykańskie. Zapewne trudne do zdobycia klify nie zwróciłyby uwagi planistów alianckich, gdyby nie wywiad lotniczy. Zdjęcia wykazały, że Niemcy rozmieścili i ufortyfikowali na klifie sześć 155 milimetrowych dział zdobytych na Francuzach w czasie kampanii francuskiej w 1940 roku. Miały one zasięg pozwalający ostrzelać zaplanowane miejsca lądowań i poważnie zagrozić amerykańskim oddziałom.
Do zdobycia niemieckich umocnień i uniemożliwienia Niemcom użycia dział wyznaczono 2. i 5. Batalion Rangersów, którymi dowodził podpułkownik James Earl Rudder. Żołnierze zostali przeszkoleni na wyspie Wight przez brytyjskich komandosów. Plan zakładał lądowanie na wąskiej plaży trzech kompanii Rangersów, użycie haków i lin oraz drabin do wejścia na klif.
6 czerwca 1944 roku na klifie wylądowali rangersi, zniszczyli działa i utrzymali się do przybycia posiłków z plaży „Omaha” następnego dnia. Na miejsce bitwy nie dotarł 5. Batalion Rangersów, który wskutek błędów nawigacyjnych wylądował w złym miejscu.

## Dzieje powojenne
W miejscu bitwy znajduje się pomnik upamiętniający desant w roku 1944 oraz muzeum. Ślady walk widać do dziś. Kratery po wybuchach bomb i resztki niemieckich umocnień wpisały się w miejscowy krajobraz i stanowią ekspozycję.

## Kultura masowa
Pointe du Hoc jako miejsce bitwy pojawiło się w filmie Najdłuższy dzień z 1962. Występuje także w grach komputerowych: Call of Duty 2, G.I. Combat, Company of Heroes: Kompania braci, Call of Duty: WWII.